# Équipe d'Algérie de football en 1958
L'équipe de l'ALN de football est entraînée jusqu'en avril 1957 par Habib Draoua puis l'équipe du FLN de football qui est entraînée depuis avril 1958 par Mohamed Boumezrag.

## Équipe de l'ALN

### Matchs
| Date            | Stade, Ville, Pays                               | Adversaire | Score | Comp | Buteurs algériens |
| 12 janvier 1958 | ? Le Caire, Égypte                               | Égypte     | 1 - 3 | A    |                   |
| 11 mars 1958    | Shuwaikh High School Stadium Koweït City, Koweït | Koweït     | 1 - 3 | T    |                   |
| 13 mars 1958    | Shuwaikh High School Stadium Koweït City, Koweït | Égypte     | 4 - 1 | T    |                   |

Légende: T : Tournoi amical

### Bilan
| Équipe  | J | G | N | P |
| ------- | - | - | - | - |
| Algérie | 3 | 3 | 0 | 0 |

## Équipe du FLN

### Matchs
| Date        | Stade, Ville, Pays                  | Adversaire | Score | Comp | Buteurs algériens |
| 3 mai 1958  | Stade Chedly-Zouiten Tunis, Tunisie | Tunisie    | 1 - 5 | A    |                   |
| 9 mai 1958  | Stade Chedly-Zouiten Tunis, Tunisie | Maroc      | 1 - 2 | A    |                   |
| 11 mai 1958 | Stade Chedly-Zouiten Tunis, Tunisie | Tunisie    | 1 - 6 | A    |                   |

Légende: A : Match amical

### Bilan
| Équipe  | J | G | N | P |
| ------- | - | - | - | - |
| Algérie | 3 | 3 | 0 | 0 |